# Thomas Paulus
Thomas Paulus (* 14. März 1982 in Kelheim) ist ein ehemaliger deutscher Fußballspieler.

## Karriere
Paulus erlernte das Fußballspielen beim SV Töging, wo er bis 1994 kickte. Danach wurde seine Ausbildung zwischen 1994 und 1997 beim TV Parsberg fortgesetzt. Es folgte ein Wechsel zum 1. FC Nürnberg. Hier durchlief er mehrere Jugendmannschaften, hatte einige Einsätze für verschiedene bayerische Auswahlmannschaften und spielte bis 2002/03 in der zweiten Mannschaft des FCN. 
Zur Saison 2003/04 nahm Trainer Wolfgang Wolf den damals 21-Jährigen in den Profikader auf. Sein erster Profi-Einsatz gegen den FC Erzgebirge Aue geriet zum Desaster, als er nach 45 Minuten wegen einer vermeintlichen Tätlichkeit – er sei einem Gegner absichtlich auf den Po gestiegen – vom Platz gestellt wurde und für sechs Spiele gesperrt wurde. Im Laufe der Zweitligasaison 2003/04 absolvierte er insgesamt 14 Einsätze und war damit ein Bestandteil der Aufstiegsmannschaft.
Die darauffolgende Saison brachte für ihn neun Bundesligaeinsätze mit einem Erstligadebüt gegen Werder Bremen. Auch in den Saisons 2005/06 und 2006/07 stand er im Kader des 1. FC Nürnberg, er absolvierte aber wenig Spiele und wurde zumeist eingewechselt. Zur Saison 2007/08 wechselte Thomas Paulus zum Zweitligisten FC Erzgebirge Aue. Hier stand er in seiner ersten Saison in 20 Partien auf dem Platz und erhielt als nur einer von vier Spielern nach dem Abstieg in die 3. Liga eine Vertragsverlängerung. Mit dem sächsischen Verein schaffte er als Tabellenzweiter der Saison 2009/10 die Rückkehr in die 2. Bundesliga. Zur Saison 2015/16 wechselte er in die Nähe seines Geburtsorts zum SSV Jahn Regensburg. Nach zwei Spielzeiten und den Aufstiegen in die 3. Liga und die 2. Bundesliga beendete Paulus seine aktive Karriere. Anschließend wurde er Leiter der Fußballschule des SSV Jahn.

## Erfolge
- DFB-Pokalsieger 2007 mit dem 1. FC Nürnberg
- Aufstieg in die 2. Bundesliga 2010 mit Erzgebirge Aue
- Aufstieg in die 3. Liga 2016 mit dem SSV Jahn Regensburg
- Aufstieg in die 2. Bundesliga 2017 mit dem SSV Jahn Regensburg